# Cornelia Tomerius
Cornelia Tomerius (* 1974 in Dessau, geb. Jeske) ist eine deutsche Journalistin und Buchautorin. Sie schreibt über Gesellschafts- und Reisethemen, ein Schwerpunkt ist Istanbul.

## Werdegang
Tomerius studierte Soziologie, Journalistik und Anglistik in Göttingen und Leipzig. Seit 2001 lebt sie als freie Journalistin in Berlin und schreibt Reportagen vor allem für Merian, die Frankfurter Rundschau und die Berliner Zeitung.

## Veröffentlichungen und Rezeption
Mit Grit Hartmann und Jens Weinreich legte Cornelia Tomerius (unter ihrem Geburtsnamen Jeske) 2003 eine Geschichte des Leipziger Zentralstadions vor mit dem Titel Stadiongeschichten 1863–2012: Leipzig zwischen Turnfest, Traumarena und Olympia, das die Geschichte des Zentralstadions (vgl. Zentralstadion Leipzig (1956) und Zentralstadion Leipzig (2004)) behandelt. Es folgte 2004 mit denselben Co-Autoren ein Buch über die Skandale der Olympiabewerbung: Operation 2012 – Leipzigs deutscher Olympiatrip. Kein leichtes, aber ein aufschlussreiches Buch. Für Politiker, Sportjournalisten – und Meteorologen, befand Robert Ide im Tagesspiegel.
Bekannt als Reisebuch-Autorin wurde Cornelia Tomerius 2008 mit Ein Jahr in Istanbul: Reise in den Alltag. Der TV-Sender Arte empfahl das Buch in der Bibliografie zu seinem Themenabend Istanbul: „Tomerius schreibt kurzweilig und skizziert die Stadt und das Leben mit all ihren Facetten. Der Leser lernt eine Menge über das nicht einfache Leben in der Metropole kennen“. Michael Friedrich und Bianca Schilling stellten es im Magazin Geo als eines ihrer „Lieblingsbücher über die Stadt am Bosporus“ vor. Über ihre Reportage in dem von Wilhelm Genazino herausgegebenen literarischen Reisebuch Istanbul, 'sterbende Schöne' zwischen Orient und Okzident?. schrieb Ingo Arend in seiner Rezension in der Taz, sie lasse erahnen, „welche Veränderungen einer Stadt bevorstehen in einem Land, das in den nächsten zehn Jahren unter die Top Ten der Weltwirtschaft aufrücken will.“
Im April 2013 veröffentlichte Cornelia Tomerius unter dem Titel Ach du dickes B eine Chronik der Pannen und Pleiten von Großprojekten in Berlin. Ruth Schneeberger rezensierte das Buch in der Süddeutschen Zeitung. Ihr Fazit: "Das rätselhafte Wesen der Hauptstädter zu erklären, dazu ist die Autorin angetreten - und serviert zudem ein lehrreiches Stück Zeitgeschichte über prominente Nieten, gewaltige Bausünden. Und über das, was die permanente Pleite aus der Stadt macht."

## Bibliografie
- mit Grit Hartmann und Daniel Sturm: Stadiongeschichten 1863–2012: Leipzig zwischen Turnfest, Traumarena und Olympia. Forum Verlag, Leipzig 2003, ISBN 3-931801-40-3.
- mit Grit Hartmann und Daniel Sturm: Operation 2012. Leipzigs deutscher Olympiatrip. Forum Verlag, Leipzig 2004, ISBN 3-931801-32-2.
- Michael Cesarz, Manina Ferreira-Erlenbach (Hrsg.): Meydan Shopping Square. A New Prototype by FOA. A Metro Group Project in Istanbul. Jovis, Berlin 2007, ISBN 978-3-939633-30-3.[10]
- Ein Jahr in Istanbul: Reise in den Alltag. Herder Verlag, Freiburg/Basel/Wien 2008, ISBN 978-3-939633-30-3.
- Hatune Dogan unter Mitarbeit von Cornelia Tomerius: Es geht ums Überleben: Mein Einsatz für die Christen im Irak. Herder Verlag, Freiburg/Basel/Wien 2010, ISBN 978-3-451-30228-2.
- Wilhelm Genazino (Hrsg.): Istanbul, 'sterbende Schöne' zwischen Orient und Okzident? Corso Verlag, Hamburg 2011, ISBN 978-3-86260-021-2. (mit einem Beitrag von Cornelia Tomerius)
- Ach du dickes B. Eine Berliner Pleitengeschichte. Bloomsbury Verlag, Berlin 2013, ISBN 978-3-8270-1145-9.